# Біломорська Карелія

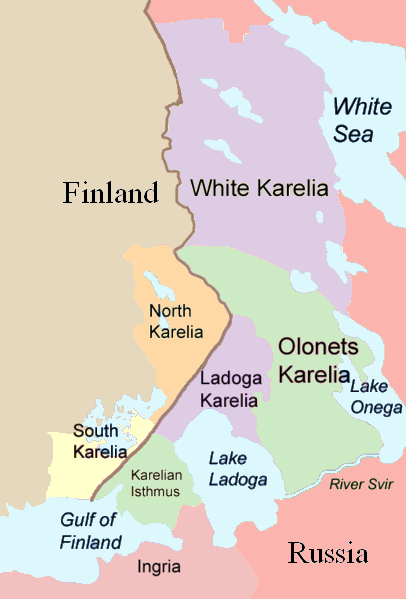

Біломорська Карелія (рос. Беломорская Карелия; карел. Vienan Karjala і фін. Vienan Karjala, Віенан Карьяла, абревіатура Viena (Віена); від Північна Двіна) — історичний регіон Східної Карелії на північному заході Росії, що включає п'ять колишніх волостей  Архангельської губернії, населених переважно карелами, розташований на півночі сучасної території Республіки Карелія і південному заході Мурманської області.
Також словами «Біломорська Карелія», «Архангельська Карелія» часто позначають Північнокарельську державу (Ухтинську республіку), що існувала в 1919–1920 роках на зазначеній території. Сучасний Біломорський культурний район частково включає в себе фінські комуни Суомуссалмі і Кухмо. Площа Біломорсько Карелії становить 66935 км², а населення — близько 100 000 жителів.